# Castelo de Villena

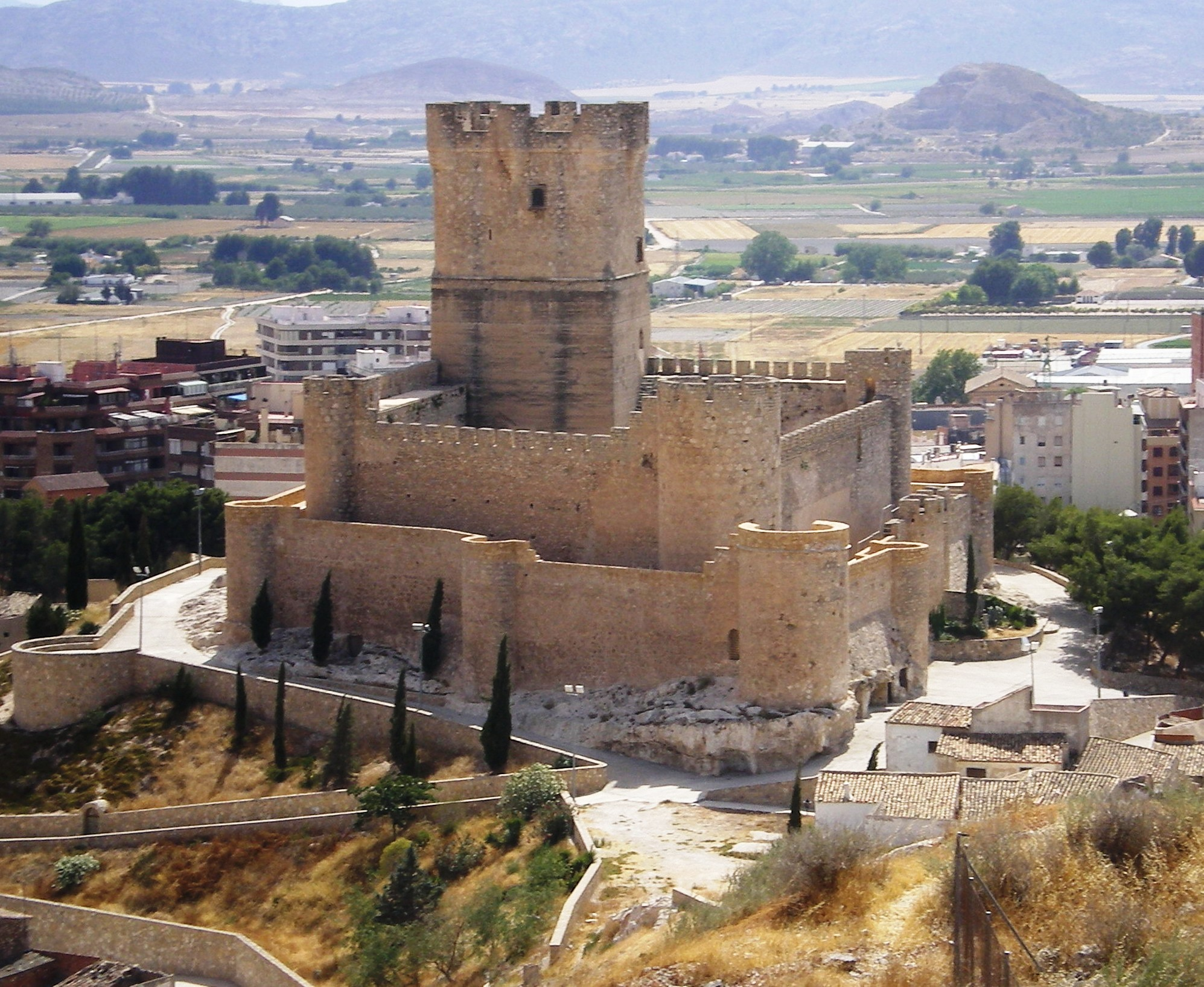
Castelo de Villena, Espanha.

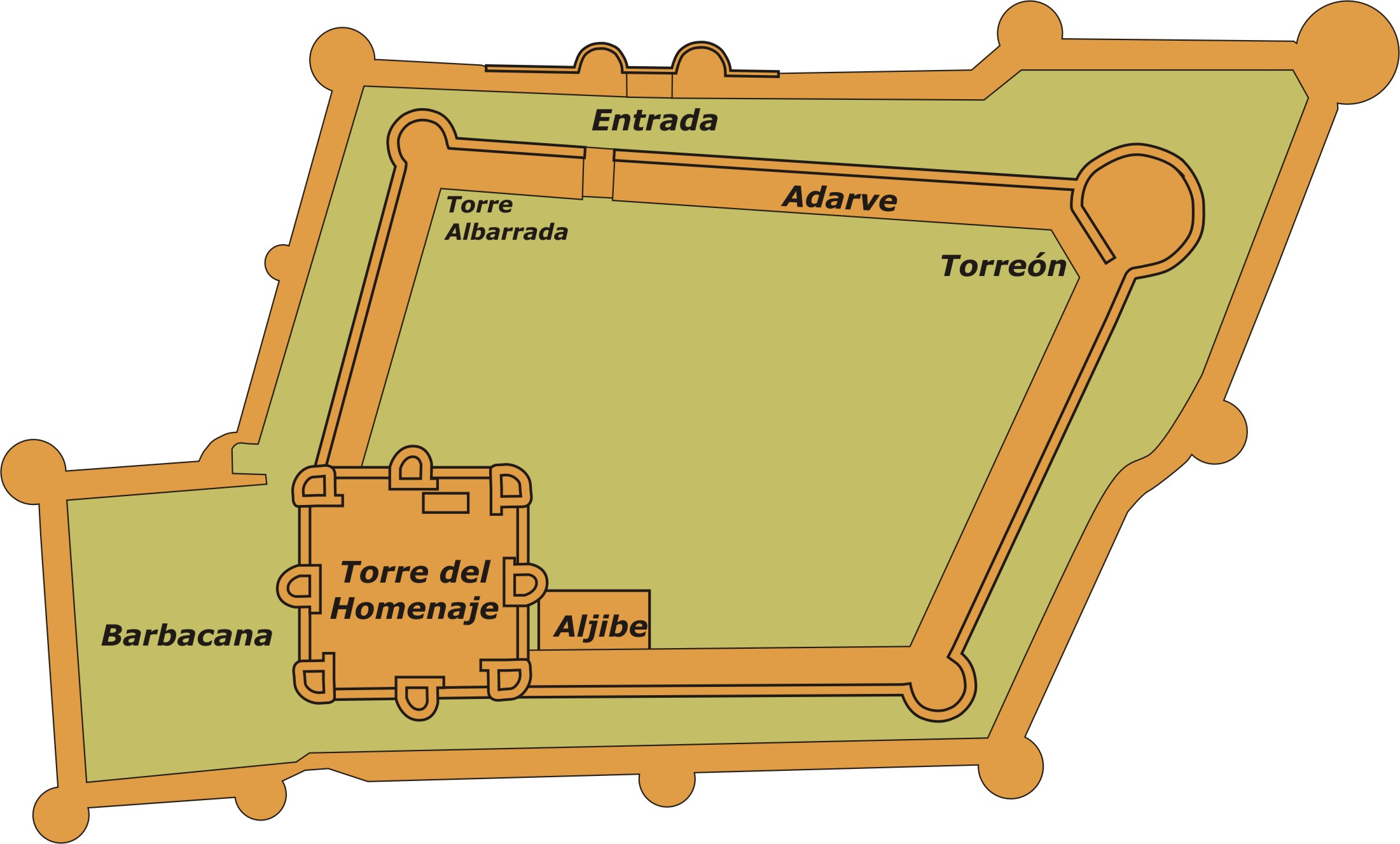
Planta do Castelo de Villena.

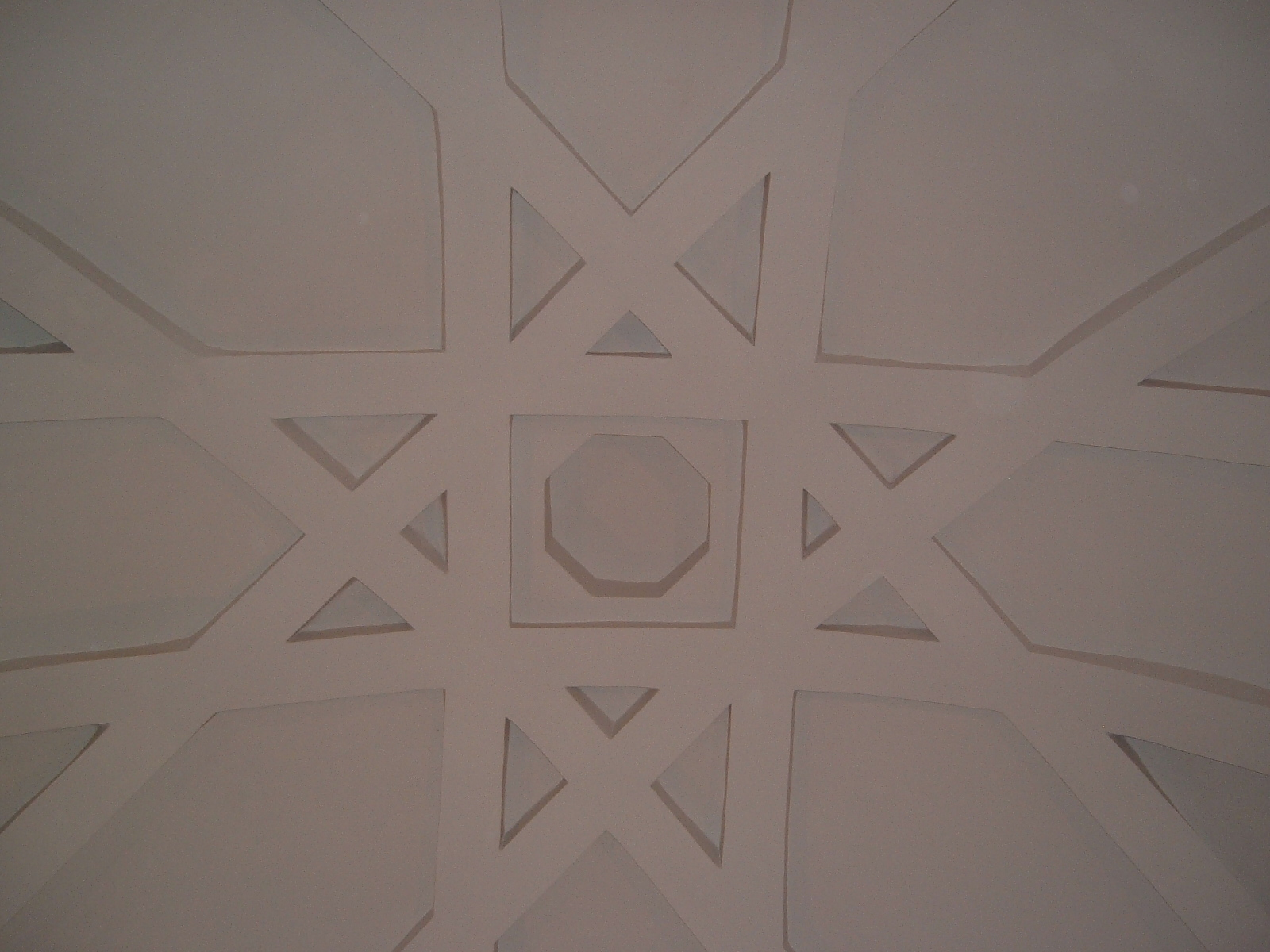
Castelo de Villena: cúpula Almóada sobre a torre de menagem. É uma das poucas, com a do Castelo de Biar, utilizada em edifícios militares.

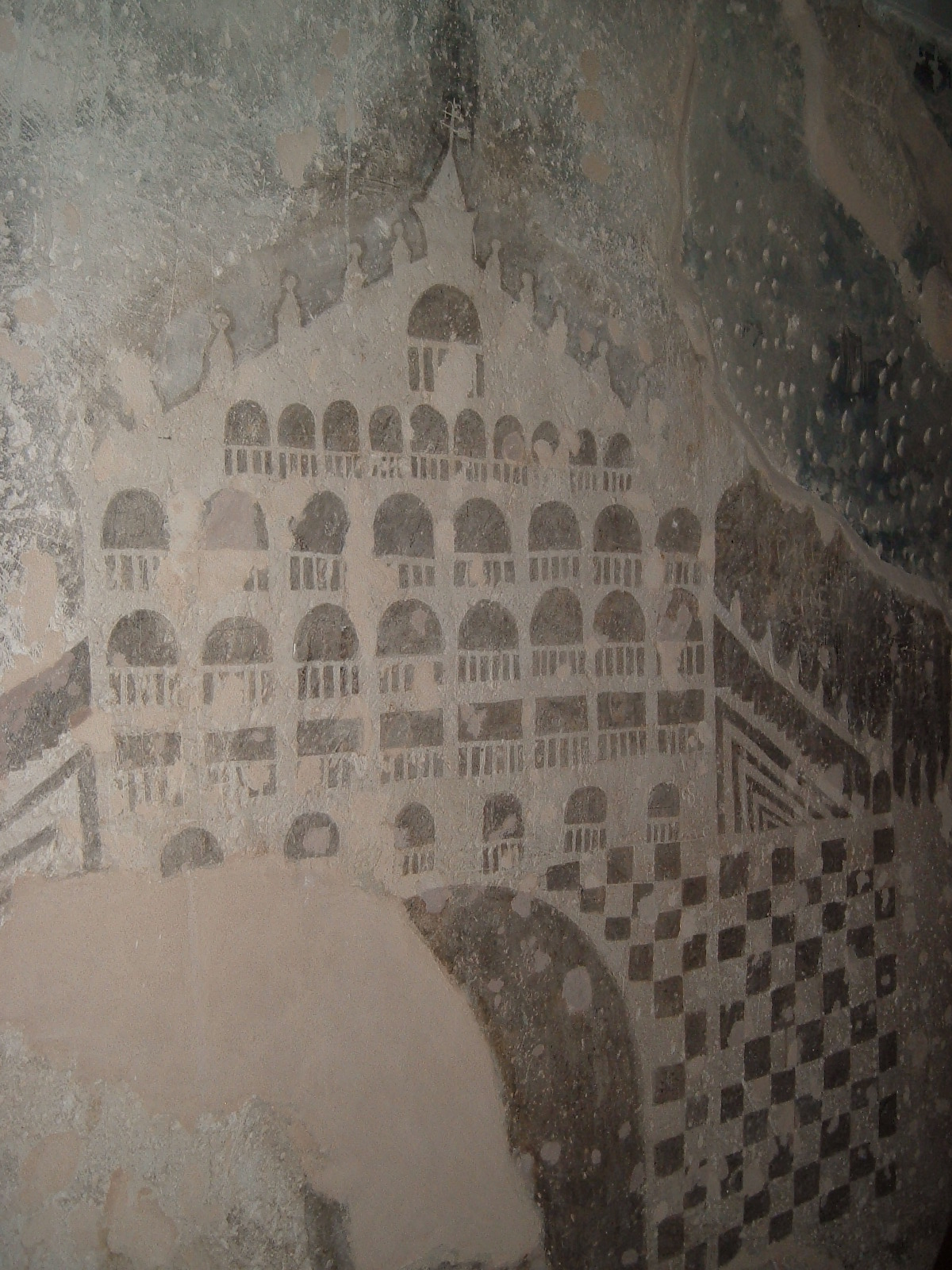
Castelo de Villena: graffiti veneziano executado por um prisioneiro da Guerra de Sucessão Espanhola, fazendo aparecer as camadas inferiores da parede em branco, em contraste com a camada superior, enegrecida pelo fumo das tochas.

O Castelo de Villena, também conhecido como Castelo da Atalaia, localiza-se no termo do município de Villena, na província de Alicante, na comunidade autónoma da Comunidade Valenciana, na Espanha.
Ergue-se sobre o monte de San Cristóbal, de onde se domina o terreno circundante. O castelo é vizinho à fronteira com a província de Albacete.

## História
A primitiva ocupação de seu sítio possivelmente remonta à época romana, sobre cujos restos foi edificada uma fortificação muçulmana, mencionada em fontes islâmicas já no ano de 1172.
Posteriormente, com a Reconquista cristã da região, foi tomado em 1239 pelas forças sob o comando do visconde de Cardona, com o auxílio dos Almogávares, dos Catalães e da Ordem de Calatrava. A praça foi objecto de disputa entre o Reino de Aragão e o Reino de Castela, vindo a ficar na posse deste último em virtude dos termos do Tratado de Almizra, e constituindo-se na cabeça do importante senhorio de Villena. Foi objecto de disputa, uma vez mais durante as chamadas Germanías.
O conjunto foi reforçado e ampliado no século XV, adquirindo as actuais feições de castelo-palácio com a grande torre de menagem que o caracteriza.
Actualmente encontra-se em bom estado de conservação.

## Características
O conjunto apresenta planta poligonal, com torres cúbicas nos vértices, excepto em um, onde se ergue a torre de menagem. O edifício é cercado por uma muralha amparada por cubelos. As torres e as muralhas são rematados por ameias rectangulares.
A torre de menagem, de planta quadrangular, dividida internamente em quatro pavimentos, é a estrutura mais representativa do conjunto. Nos ângulos e na metade dos muros dispõe de guaritas. Nas suas espessas paredes rasgam-se algumas aberturas. Entre outros aspectos dignos de nota, destacam-se os diferentes sistemas para cobrir as dependências da torre de menagem: o primeiro pavimento é coberto com arcos de ferradura, que se entrecruzam; o segundo por arcos entrecruzados; o terceiro apresenta cobertura de madeira e o quarto, abóbada de volta de canhão.